# Physetobasis kachinica
Physetobasis kachinica är en fjärilsart som beskrevs av Louis Beethoven Prout 1958. Physetobasis kachinica ingår i släktet Physetobasis och familjen mätare. Inga underarter finns listade i Catalogue of Life.